# Branteviksålen
Branteviksålen var en ål (Anguilla anguilla) som tros ha blivit över 150 år gammal.
Ålen släpptes ned i en brunn i skånska Brantevik år 1859 av den då åttaåriga Samuel Nilsson. SVT:s naturprogram Mitt i naturen hämtade vid ett tillfälle år 2008 upp ålen.
Den 7 augusti 2014 rapporterades att Branteviksålen dött och skulle skickas till en expert för att undersöka dess ålder.
Ålens huvud, som efter upptagandet av ålens kvarlevor ur brunnen ett tag troddes vara försvunnet, återfanns senare i ett frysskåp.
Ålens ålder har dock inte kunnat fastställas eftersom dess otoliter saknas.